# جبال بيان هار
جبال بيان هار، المعروفة سابقًا باسم بيان -كارا أو بيان -كارا-أولا، هي سلسلة جبال في مقاطعة تشينغهاي، شمال غرب الصين. الاسم هو المنغولي ل «غني وأسود». يمكن اعتباره أحد فروع جبال كونلون. يفصل بين مناطق الصرف لكل من نهري الأصفر ونهر اليانغتسي. يقع مصدر النهر الأصفر في حوض يويغوزونغلي، الذي يقع في الجزء الشمالي من السلسلة.